# Hrabstwo Clark (Ohio)

Hrabstwo Clark na tle stanu Ohio

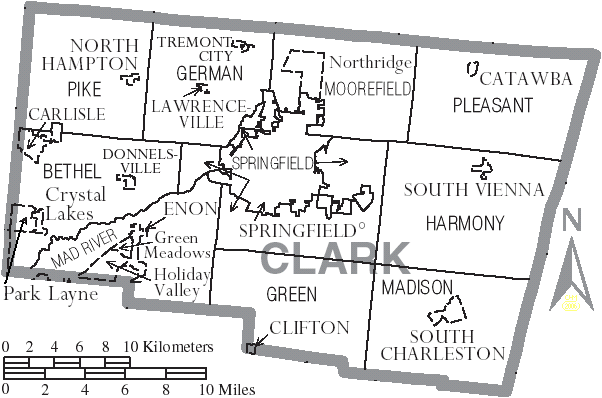
Mapa hrabstwa

Hrabstwo Clark leży w amerykańskim stanie Ohio. Jego stolicą jest Springfield.
Powierzchnia – 1045 km²
Ludność – 144 742 osoby
Gęstość zaludnienia – 140 os./km²

## Miasta
- New Carlisle
- Springfield

## Wioski
- Catawba
- Clifton
- Donnelsville
- Enon
- North Hampton
- South Charleston
- South Vienna
- Tremont City

## CDP
- Crystal Lakes
- Green Meadows
- Holiday Valley
- Northridge
- Park Layne